# Roselle (New Jersey)
Roselle is een plaats (borough) in de Amerikaanse staat New Jersey, en valt bestuurlijk gezien onder Union County.

## Demografie
Bij de volkstelling in 2000 werd het aantal inwoners vastgesteld op 21.274.
In 2006 is het aantal inwoners door het United States Census Bureau geschat op 21.158, een daling van 116 (-0,5%).

## Geografie
Volgens het United States Census Bureau beslaat de plaats een oppervlakte van
6,8 km², geheel bestaande uit land. Roselle ligt op ongeveer 26 m boven zeeniveau.

## Plaatsen in de nabije omgeving
De onderstaande figuur toont nabijgelegen plaatsen in een straal van 8 km rond Roselle.